# Poecilotheria subfusca
Poecilotheria subfusca é uma espécie de aranha pertencente à família Theraphosidae (tarântulas).